# Zerstörer-Kriegsabzeichen

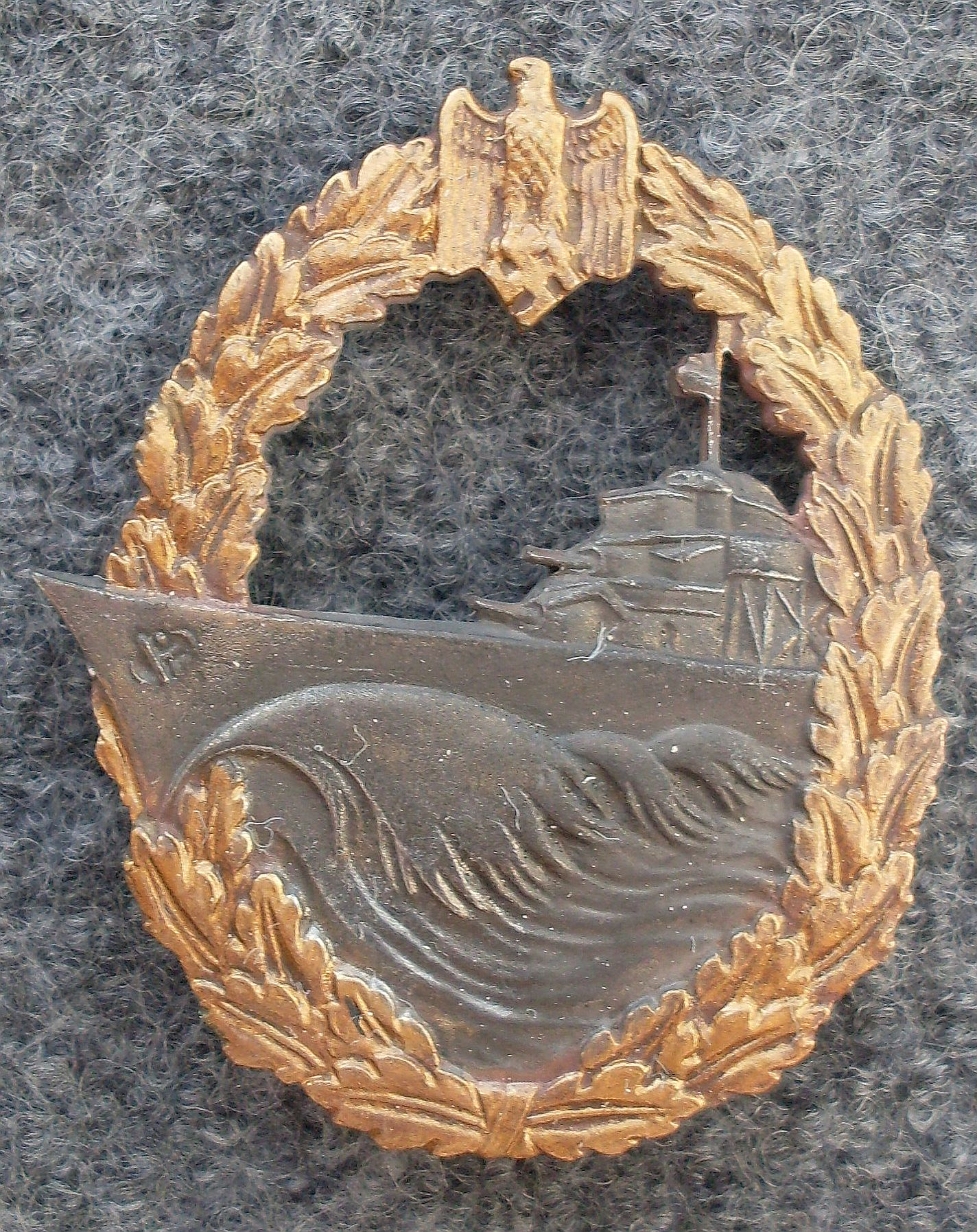
Stiftungsmäßige Ausführung des Zerstörer-Kriegsabzeichens

Das Zerstörer-Kriegsabzeichen wurde am 4. Juni 1940 vom Oberbefehlshaber der deutschen Kriegsmarine Großadmiral Erich Raeder gestiftet und konnte anfangs nur an Besatzungsmitglieder der Zerstörer-Gruppe Narvik verliehen werden.

## Stiftungserlass
Der Stiftungserlass zum Zerstörer-Kriegsabzeichen wurde am 4. Juni 1940 im Reichsgesetzblatt veröffentlicht. Sein voller Wortlaut war:
1. Vor Narvik und auf manch kühner Fahrt gegen England haben die Zerstörer sich unter der Führung ihres tapferen Kommodore Bonte unvergänglichen Ruhm erworben. Als Ehrung dieser Taten und zum Ansporn für die junge Mannschaft ordne ich die Einführung eines Zerstörer-Kriegsabzeichens an.
2. Das Abzeichen wird durch den F.d.Z. verliehen.
3. Das Abzeichen kann den Besatzungsmitgliedern der in Narvik eingesetzten Zerstörern verliehen werden. Ich behalte mir vor, die Verleihung dieses Abzeichens aufgrund besonderer Leistungen auch an Besatzungsmitglieder anderer Zerstörer, der Torpedoboote und Schnellboote zu genehmigen.
4. Das Abzeichen wird zur Uniform wie das U-Boot-Kriegsabzeichen 1939 in und außer Dienst getragen

## Verleihungsbedingungen
Die Verleihungsbedingungen des Zerstörer-Kriegsabzeichens vom 11. September 1940 waren:
- I. Allgemeine Bedingungen
  - Würdigkeit
  - gute Führung
  - keine Arreststrafe in den letzten 6 Monaten
- II. Besondere Bedingungen
  - a) Teilnahme an drei Gefechten oder drei offensiven Minenunternehmen oder zwölf Feindunternehmen oder
  - b) besondere Auszeichnung bei Fahrten im Operationsgebiet oder sonstige hervorragende Einzeltaten oder
  - c) Teilnahme an einem hervorragenden Unternehmen nach Entscheidung des Flottenchefs bzw. Kommandierenden Admirals. Bei den Besatzungen der in Narvik eingesetzten Zerstörer brauche keine besonderen Verleihungsbedingungen erfüllt zu sein.
- III. Ferner kann das Abzeichen verliehen werden:
  - a) an Überlebende eines Bootes, das durch Feindeinwirkung verloren gegangen ist, oder
  - b) in besonderen Fällen an Verwundete.

### Nachtrag der Verleihungsbedingungen vom 12. August 1940
In Anerkennung der hervorragenden Leistungen der Schnellboote ordne ich an, dass das Zerstörer-Kriegsabzeichen nunmehr auch an Schnellbootbesatzungen, die sich bei Angriffen gegen den Feind bewährt haben, verliehen werden kann. An Schnellbootsbesatzungen wird das Abzeichen durch den Führer der Torpedoboote verliehen.

### Nachtrag der Verleihungsbedingungen vom 22. Oktober 1940
In Anerkennung der geleisteten Waffentaten der Torpedoboote ordne ich an, dass das Zerstörer-Kriegsabzeichen an Torpedobootsbesatzungen, die sich bei Angriffen gegen den Feind besonders bewährt haben, verliehen werden kann.

### Nachtrag der Verleihungsbedingungen vom 7. April 1942
Zum 2. Jahrestag der Besetzung Norwegens befahl der Oberbefehlshaber der Kriegsmarine folgende Verleihungserweiterung: … dass in Würdigung überragender Bedeutung des Unternehmens und in Anerkennung wagemutigen Einsatzes aller beteiligten Schlachtschiffe und Kreuzer die Norwegenunternehmung als besonders erfolgreiche Unternehmung im Sinne der Verleihungsbedingungen für das Zerstörer-Kriegsabzeichen anzusehen ist. Damit haben alle Teilnehmer (Besatzungsangehörige) an der Norwegenbesetzung auf den nachstehend genannten Schlachtschiffen und Kreuzern die Verleihungsbedingungen für das Zerstörer-Kriegsabzeichen erfüllt:
- Schlachtschiff Scharnhorst
- Schlachtschiff Gneisenau
- Schwerer Kreuzer Lützow
- Schwerer Kreuzer Admiral Hipper
- Leichter Kreuzer Köln
- Leichter Kreuzer Emden
- Leichter Kreuzer Karlsruhe
- Leichter Kreuzer Königsberg

### Nachtrag der Verleihungsbedingungen vom 30. Mai 1942
Mit Verfügung vom 30. Mai 1942, ordnete das Oberkommando der Kriegsmarine an, dass die Verleihung des Zerstörer-Kriegsabzeichens an Besatzungsmitglieder von Schnellbooten ausgeschlossen wurde. Hintergrund war die Einführung eines eigenen Kriegsabzeichen für deren Besatzungen, das Schnellboot-Kriegsabzeichen.

### Nachtrag der Verleihungsbedingungen vom 4. Oktober 1943
Mit der genannten Verfügung wurde eine Verschärfung zum Buchstaben a) der besonderen Bedingungen veröffentlicht. Sein voller Wortlaut lautet:
- a) Teilnahme an 3 Gefechten oder drei offensiven oder sechs defensiven Minenunternehmungen im feindlichen Ortungsbereich oder sechs Feindunternehmungen mit Waffenerfolg oder sechs weitreichende Sondergeleite oder zwölf sonstige Unternehmungen. Die erweiterten Bedingungen treten rückwirkend mit Beginn des 5. Kriegsjahres in Kraft.

## Aussehen
Das ovale, aus Tombakbronze gefertigte Abzeichen (später Feinzink) zeigt mittig einen schnell nach links fahrenden Zerstörer mit einer starken Bugwelle. Der Zerstörer wird von einem Eichenkranz umschlossen und zeigt an seiner oberen Seite das Hoheitsabzeichen der Kriegsmarine, einen Adler mit ausgebreiteten Schwingen, der in seinen Fängen ein auf dem Kopf stehendes Hakenkreuz hält. Der Entwurf stammte von dem Grafiker Paul Casberg aus Berlin. Für den stilisiert dargestellten Zerstörer im Kriegsabzeichen verwendete Casberg den Zerstörer Z 21 Wilhelm Heidkamp. Dies war erkennbar an dem Klipperbug und der Form des Artillerie-Leitstandes.

## Trageweise
Das Zerstörer-Kriegsabzeichen wurde als Steckabzeichen auf der linken Brustseite in und außer Dienst zu allen Uniformen der Wehrmacht getragen. Er konnte auch zu allen Uniformen der Partei und des Staates getragen werden. Zur bürgerlichen Kleidung durfte eine verkleinerte Form (16 mm Nadel) der Auszeichnung am linken Rockaufschlag getragen werden. Bei Festanlässen war ein dementsprechender Miniaturanhänger zum Frackkettchen statthaft.

## Zerstörer-Kriegsabzeichen mit Brillanten
Nach der Verleihung des Eichenlaubs zum Ritterkreuz des Eisernen Kreuzes war es in der Kriegsmarine üblich, das zuvor verliehene entsprechende Kampfabzeichen mit Brillanten zu verleihen. Jedoch ist weder in der einschlägigen Literatur noch in anderen Publikationen erwähnt, dass ein Zerstörer-Kriegsabzeichen mit Brillanten überhaupt geplant gewesen noch verliehen worden ist. Das ist der Tatsache geschuldet, dass keiner der in Frage kommenden Träger des Ritterkreuzes des Eisernen Kreuzes von Zerstörerbesatzungen die Eichenlaubverleihung erreicht hat. Der Vollständigkeit halber seien jedoch die Ritterkreuzträger mit dem Zerstörer-Kriegsabzeichen erwähnt:
- Konteradmiral Erich Bey (Ritterkreuz des Eisernen Kreuzes verliehen am 9. Mai 1940)
- Kapitän zur See Fritz Antek Berger (Ritterkreuz des Eisernen Kreuzes verliehen am 4. August 1940)
- Flottillenadmiral Max-Eckart Wolff (Ritterkreuz des Eisernen Kreuzes verliehen am 4. August 1940)
- Kapitän zur See Friedrich Bonte (Ritterkreuz des Eisernen Kreuzes verliehen am 17. Oktober 1940)
- Kapitän zur See Hans Erdmenger (Ritterkreuz des Eisernen Kreuzes verliehen am 3. November 1940)
- Konteradmiral Rolf Johannesson (Ritterkreuz des Eisernen Kreuzes verliehen am 7. Dezember 1942)
- Kapitän zur See zur Verwendung Curt Rechel (Ritterkreuz des Eisernen Kreuzes verliehen am 8. Mai 1943)
- Kapitän zur See Martin Saltzwedel (Ritterkreuz des Eisernen Kreuzes verliehen am 15. Juni 1943)
- Kapitän zur See Alfred Schulze-Hinrichs (Ritterkreuz des Eisernen Kreuzes verliehen am 15. Juni 1943)
- Kapitän zur See Karl Smidt (Ritterkreuz des Eisernen Kreuzes verliehen am 15. Juni 1943)
- Kapitän zur See Theodor Freiherr von Mauchenheim (Ritterkreuz des Eisernen Kreuzes verliehen am 3. Juli 1944)

## Sonstiges
Laut Gesetz über Titel, Orden und Ehrenzeichen vom 26. Juli 1957 ist das Tragen der Auszeichnung in der Version des Dritten Reiches in der Bundesrepublik Deutschland nur ohne nationalsozialistische Embleme gestattet.